# Khaled Ben Yahia
Khaled Ben Yahia (ar. خالد بن يحيى; ur. 12 listopada 1959 w Tunisie) – tunezyjski piłkarz grający na pozycji środkowego obrońcy. W swojej karierze rozegrał 95 meczów i strzelił 5 goli w reprezentacji Tunezji.

## Kariera klubowa
Całą swoją karierę piłkarską Ben Yahia spędził w klubie Espérance Tunis, w którym zadebiutował w 1979 roku i w którym występował do 1994 roku. Wraz z Espérance siedmiokrotnie wywalczył mistrzostwo Tunezji w sezonach 1981/1982, 1984/1985, 1987/1988, 1988/1989, 1990/1991, 1992/1993 i 1993/1994 oraz trzy wicemistrzostwa w sezonach 1979/1980, 1985/1986 i 1989/1990. Zdobył też cztery Puchary Tunezji w sezonach 1979/1980, 1985/1986, 1988/1989 i 1990/1991.

## Kariera reprezentacyjna
W reprezentacji Tunezji Karia zadebiutował 27 stycznia 1980 w przegranym 1:4 towarzyskim meczu z Ghaną (1:4), rozegranym w Kumasi. W 1982 roku powołano go do kadry na Puchar Narodów Afryki 1982. Zagrał w nim w trzech meczach grupowych: z Kamerunem (1:1), z Libią (0:2) i z Ghaną (0:1). W 1988 roku był w kadrze Tunezji na Igrzyska Olimpijskie w Seulu. W kadrze narodowej grał do 1993 roku. Rozegrał w niej 95 meczów i strzelił 5 bramek.